# Muri bei Bern
Muri bei Bern (toponimo tedesco; informalmente anche Muri-Gümligen) è un comune svizzero di 13 058 abitanti del Canton Berna, nella regione di Berna-Altipiano svizzero (circondario di Berna-Altipiano svizzero); ha lo status di città.

## Monumenti e luoghi d'interesse

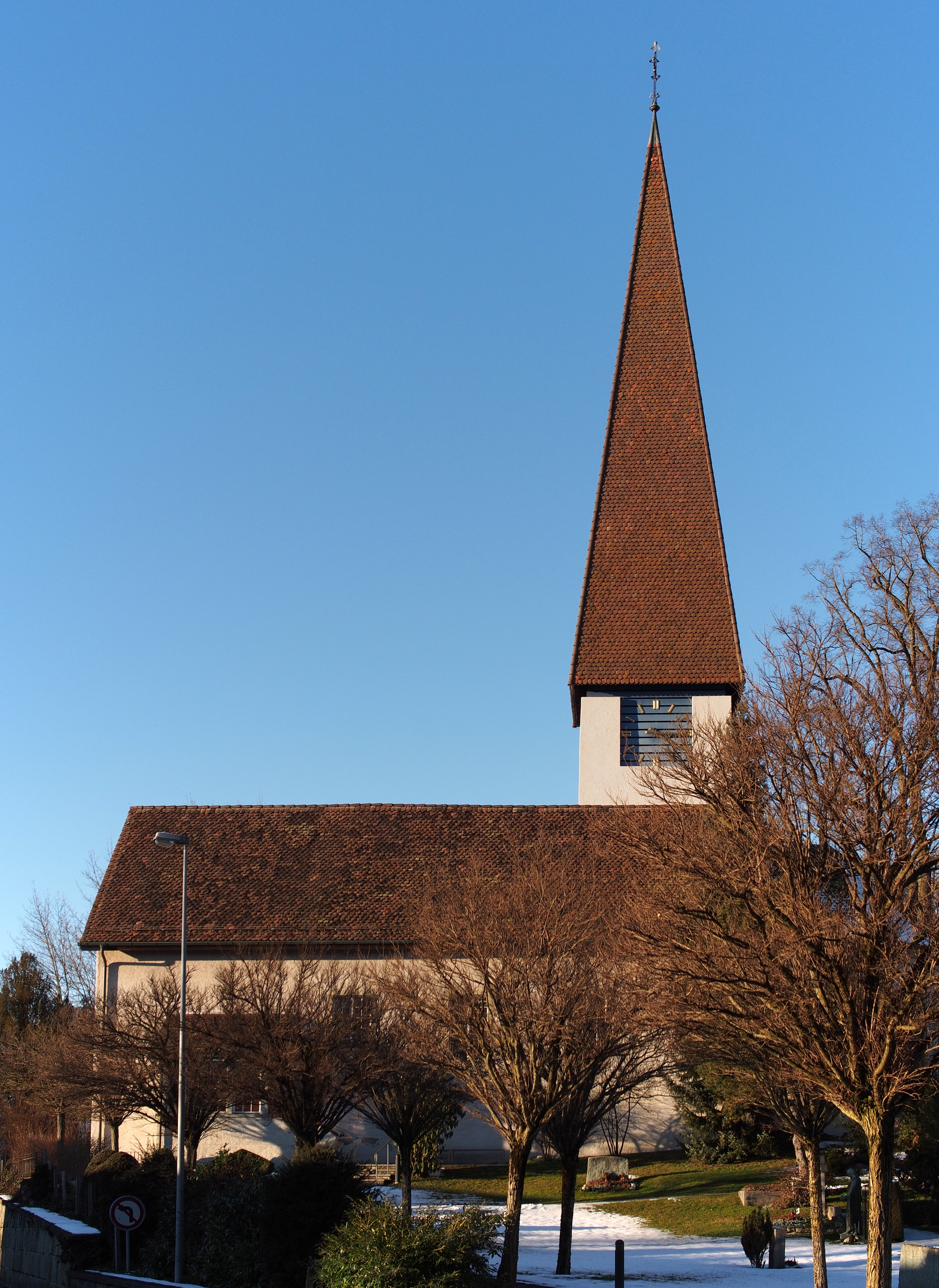
La chiesa riformata

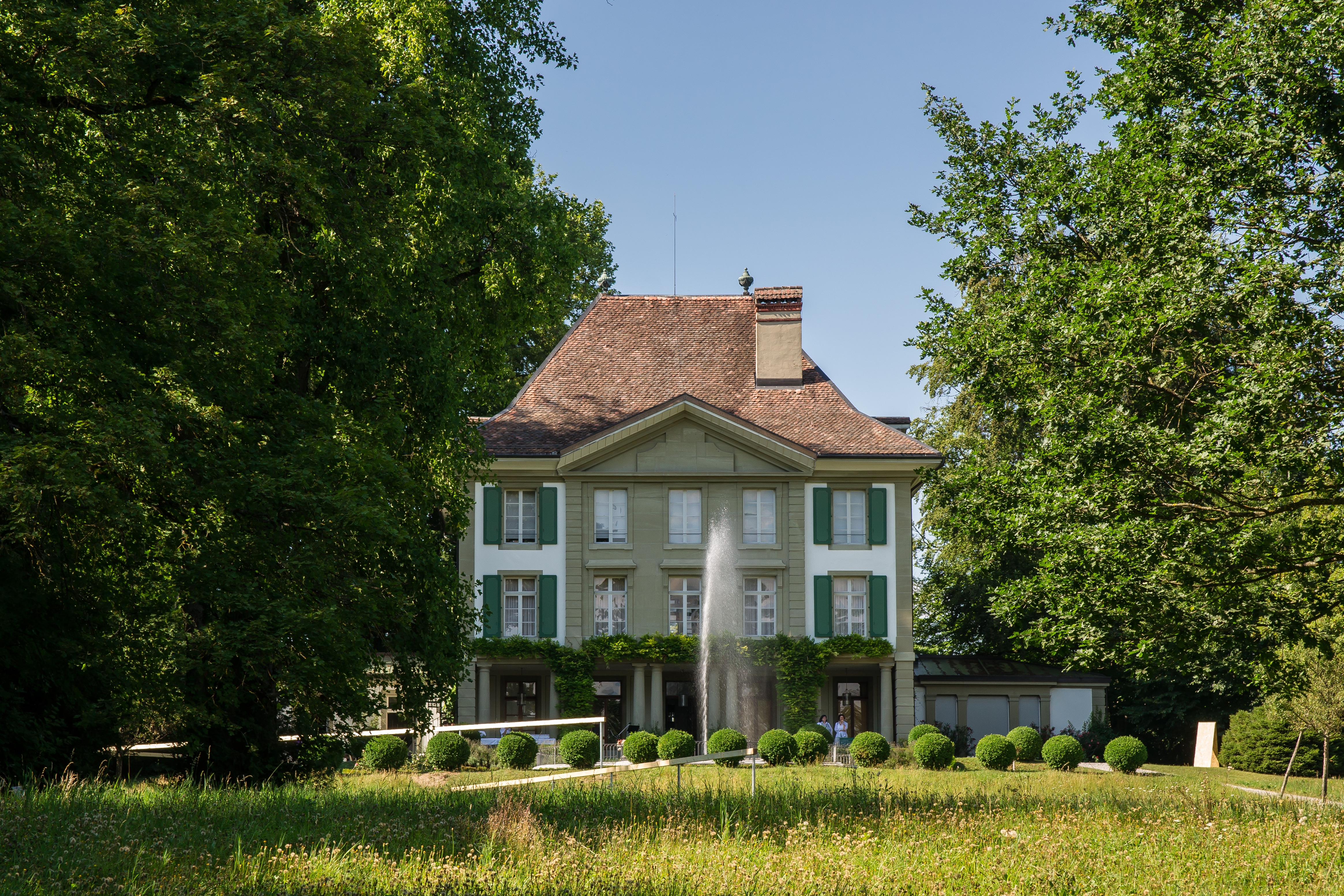
Villa Mettlen

- Chiesa riformata (già di San Michele), attestata dal 1180 e ricostruita nel 1664[1];
- Castello di Muri, eretto nel XVI secolo e ricostruito nel 1650, nel 1758, nel 1851-1854 e nel 1910[1];
- Villa Mettlen, eretta nel 1780 circa[1].

## Società

### Evoluzione demografica
L'evoluzione demografica è riportata nella seguente tabella:
Abitanti censiti

## Geografia antropica

### Frazioni

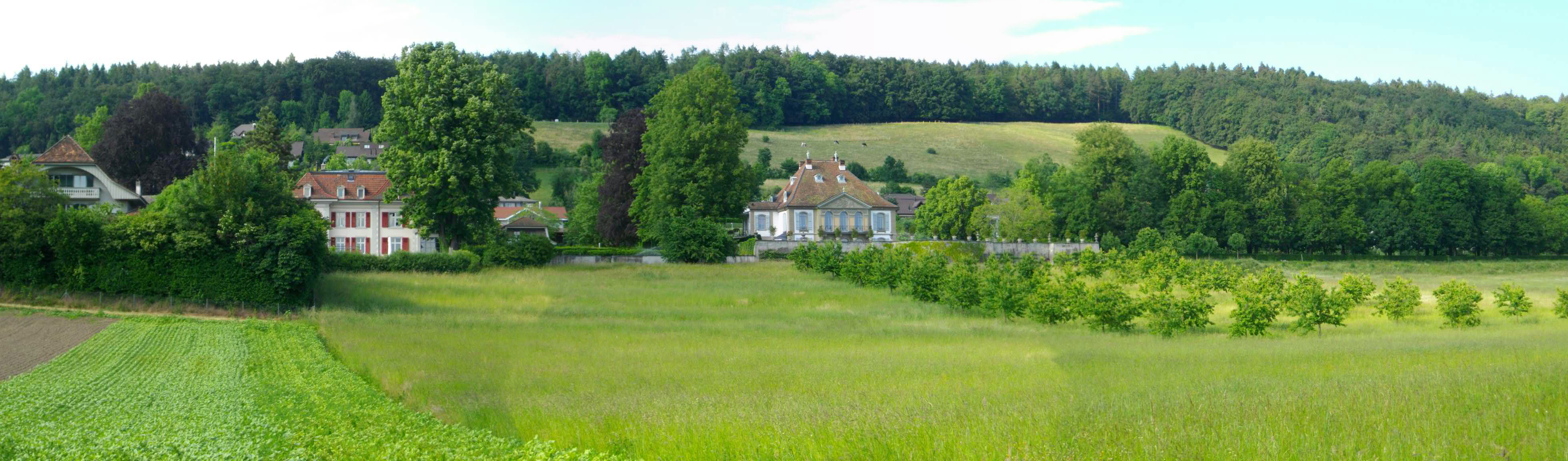
Gümligen

- Gümligen[3]

### Quartieri
- Mannenried
- Melchenbühl
- Mettlen
- Tannacker
- Villette

## Economia
Il comune è sede della società ferroviaria Cisalpino.

## Infrastrutture e trasporti

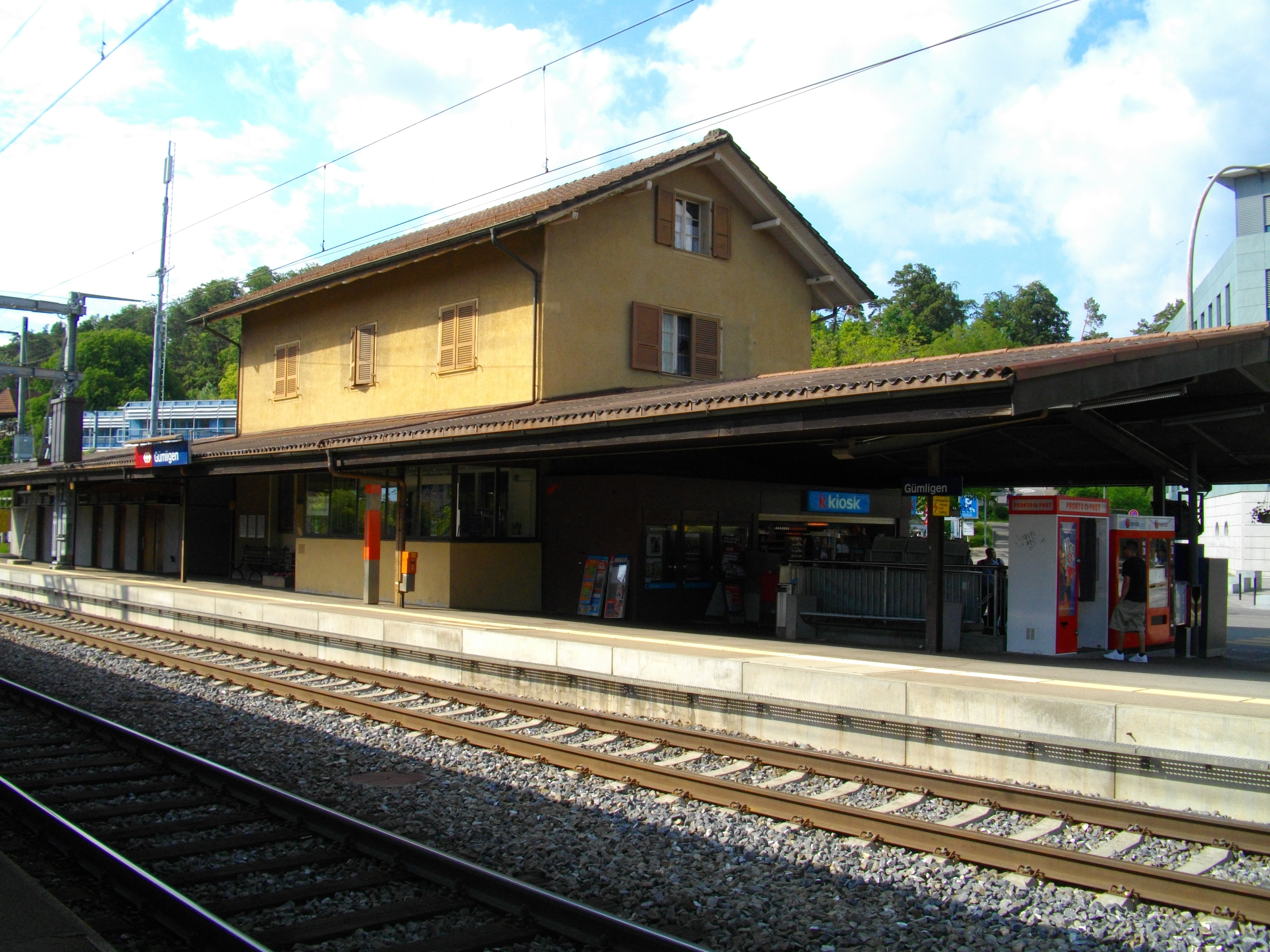
La stazione di Gümligen

Muri bei Bern è servita dall'omonima stazione sulle ferrovie Berna-Lucerna e Berna-Worb e da quella di Gümligen sulla ferrovia Berna-Thun.

## Amministrazione
Ogni famiglia originaria del luogo fa parte del cosiddetto comune patriziale e ha la responsabilità della manutenzione di ogni bene ricadente all'interno dei confini del comune.

## Sport
A Muri bei Bern hanno sede l'Associazione Svizzera di Football e la Federazione sciistica della Svizzera (Swiss-Ski).